# ياكوف غيزوندهايت
ياكوف غيزوندهايت (بالإنجليزية: Yaakov Gesundheit)‏
(1815 -1878) الحاخام الأكبر في وارسو من عام 1870م إلى عام 1874م تقريباً. أصبح مدرساً في يشيفا لمدة اثنين وأربعين سنة؛ العديد من تلاميذه اصبحوا حاخامات معروفين. في عام 1870 تم اختياره حاخام وارسو وعقد المكتب لمدة أربع سنوات تقريبا، عندما اضطر إلى التخلي عنه على أساس كونه غير مقبول من أجل حركة الحاسيديم.
أنهى «سيفري كوهين» عندما كان في سن الثامنة عشرة. وفي الثالثة والعشرين كتب تيفريت ياكوف، على مصنف تلمودي شولحان عاروخ و تشوشن ميشبات (وارسو 1842)، ولكن الجزء الأكبر من الطبعة تم تدميره بأمر من الرقيب
كما تحمل أعماله المنشورة الأخرى نفس الاسم، تيفريت ياكوف، وتضم التعليقات والروايات على الأراضي التلمودية غيتين (1858م) وتشولين (1867م). هذه الأعمال ذات شعبية لحد الآن. كما ترك العديد من الأعمال في المخطوطات.
وكان والد عمه المحلل المالي بنيامين غراهام.